# Distretto di al-Butnan
Il distretto di al-Butnan (in arabo شعبية البطنان‎?) è uno dei 22 distretti della Libia. Si trova nella regione storica della Cirenaica, sulle coste del mar Mediterraneo. Il capoluogo è la città di Tobruch. Bardia è il secondo centro del distretto e si trova ad est del capoluogo.
La città e la circostante oasi di Giarabub, che dal 2001 al 2007 ha costituito una regione amministrativa autonoma, sono dal 2007  comprese nel territorio del distretto.